# Fabcaro

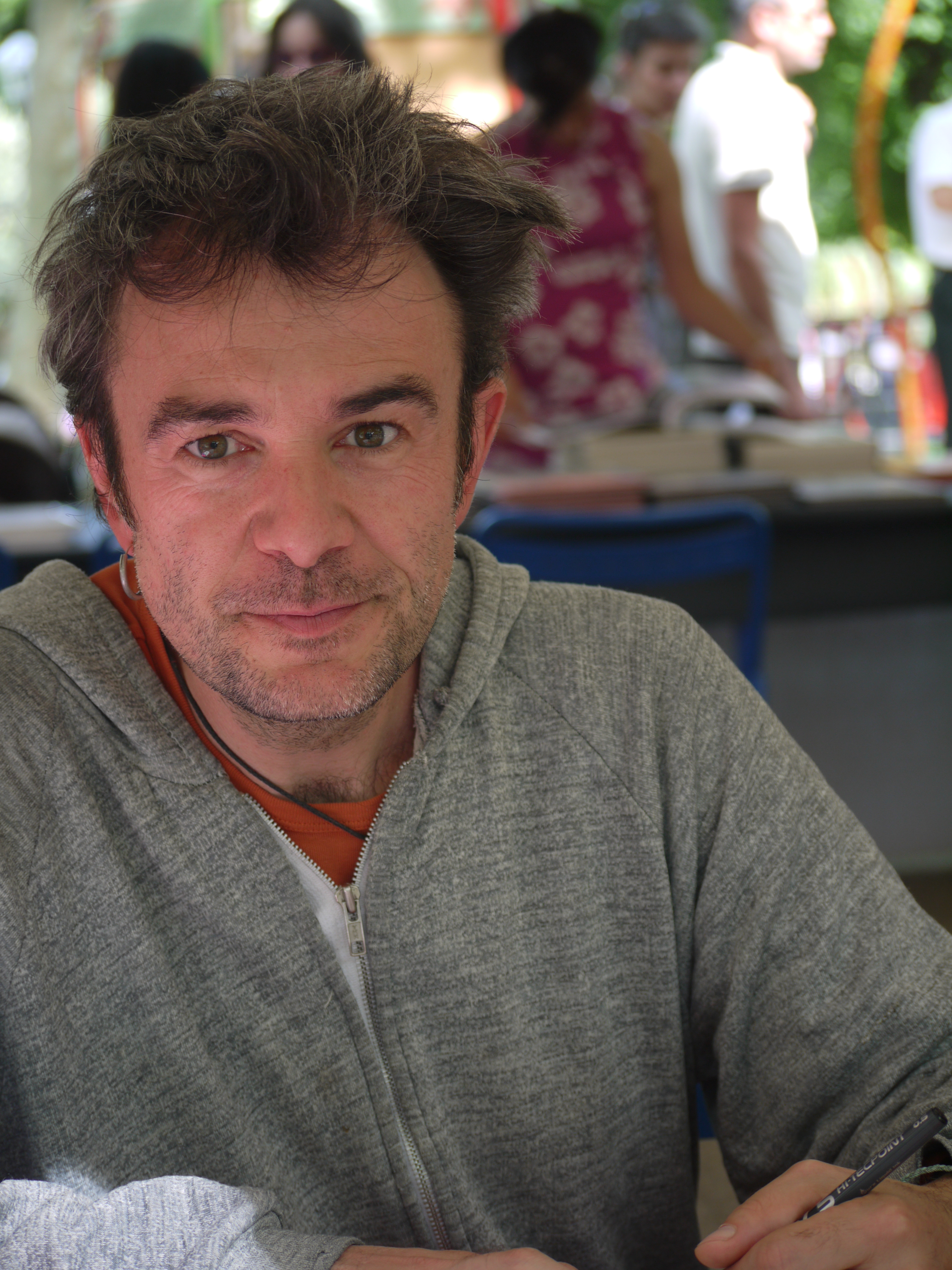
Fabcaro (2010)

Fabrice Caro (* 10. August 1973 in Montpellier), bekannt als Fabcaro, ist ein französischer Comiczeichner, Autor und Musiker. Bekanntheit erlangte er vor allem durch sein Comicalbum Zaï zaï zaï zaï aus dem Jahr 2015 und als Texter des Asterix-Bands Die weiße Iris im Jahr 2023.

## Biographie
Fabrice Caro wuchs in einer Familie der Arbeiterklasse in Montpellier auf. Nach seinem Schulabschluss studierte er Physik und begann eine Lehrerausbildung, die er jedoch vor der abschließenden mündlichen Prüfung abbrach, um sich auf das Schreiben und Comiczeichnen zu konzentrieren. Finanziell zunächst durch Nachhilfeunterricht, Sozialhilfe und die Unterstützung seiner Partnerin getragen, fand Caro 2004 mit La Cafetière einen Comicverlag und konnte 2006 seinen Roman Figurec bei Éditions Gallimard veröffentlichen.
In den folgenden Jahren schrieb und zeichnete Caro unter seinem Künstlernamen Fabcaro, teils auch Fab, mehrere Comicalben, die in Auflagen von 2000 bis 4000 bei La Cafetière oder in Kleinstauflagen im Verlag Six pieds sous terre erschienen. Seit etwa 2013 kann Caro, der mit seiner Partnerin und zwei gemeinsamen Töchtern in Bédarieux lebt, allein von seiner Autoren- und Zeichnertätigkeit leben. Großen kommerziellen und kritischen Erfolg hatte das Album Zaï zaï zaï zaï im Jahr 2015. Es erzählt satirisch die zunehmend surreale Verkettung von Ereignissen infolge einer vergessenen Supermarkt-Kundenkarte. 2020 wurde das Werk von François Desagnat verfilmt.
Etwa seit 2017 widmet sich Caro wieder vermehrt dem Schreiben von Romanen. 2018 erschien das Buch Le Discours, das 2020 von Laurent Tirard als Kinofilm adaptiert wurde. Weitere Bücher wurden in den Jahren 2020, 2022 und 2023 herausgegeben.
Im Dezember 2022 wurde bekanntgegeben, dass Fabrice Caro als Nachfolger von Jean-Yves Ferri der Autor des 40. Asterix-Bands werde. Das ebenso wie die vorangegangenen fünf Bände von Didier Conrad gezeichnete Werk Die weiße Iris erschien am 26. Oktober 2023.
Neben seiner Autorentätigkeit ist Caro auch Musiker. 1994 veröffentlichte er als Sänger der Rockgruppe Hari Om ein Album, 1999 und 2014 je ein Soloalbum.

## Werk

### Comics (Auswahl)
- Fabcaro: Le Steak haché de Damoclès. La Cafetière, Paris 2005, ISBN 2-84774-006-6 (französisch, 44 S.).
- Fabcaro: Talijanska. La Cafetière, 2006, ISBN 2-84774-009-0 (französisch, 48 S.).
- Fabcaro: -20% sur l'esprit de la forêt. Six pieds sous terre, 2011, ISBN 2-35212-077-2 (französisch, 48 S.).
- Fabcaro: Zaï zaï zaï zaï. Six pieds sous terre, 2015, ISBN 2-35212-116-7 (französisch, 80 S.).
- Fabcaro: La Bredoute. Six pieds sous terre, 2016, ISBN 2-35212-120-5 (französisch, 40 S.).
- Fabcaro: Et si l'amour c'était aimer ? Six pieds sous terre, 2017, ISBN 2-35212-135-3 (französisch, 26 S.).
- Julien Solé; Fabcaro: Zeropédia - Tout sur Tout. Dargaud, 2018, ISBN 2-205-07775-9 (französisch, 108 S.).
  - Julien Solé; Fabcaro: Zeropedia: Alles over alles (en andersom). Dargaud, 2023, ISBN 90-833030-3-9 (niederländisch, 108 S., französisch: Zeropédia - Tout sur Tout.).
- Fabcaro: Moins qu'hier, plus que demain. Glénat, 2018, ISBN 2-344-02579-0 (französisch, 64 S.).
- Fabrice Erre; Sandrine Greff; Fabcaro: Walter Appleduck - Tome 1 - Stagiaire Cow-boy. Dupuis, 2019, ISBN 979-1-03473685-0 (französisch, 64 S.).
- Fabcaro: Open Bar - 1re tournée. Delcourt, 2019, ISBN 2-413-00803-9 (französisch, 56 S.).
- Fabcaro: Formica - Une tragédie en trois actes. Six pieds sous terre, 2019, ISBN 2-35212-151-5 (französisch, 64 S.).
- Fabrice Erre; Sandrine Greff; Fabcaro: Walter Appleduck - Tome 2 - Un cow-boy dans la ville. Dupuis, 2020, ISBN 979-1-03473899-1 (französisch, 56 S.).
- Fabcaro: Open Bar - 2e Tournée. Delcourt, 2020, ISBN 2-413-02503-0 (französisch, 56 S.).
- Fabcaro: Moon River. Six pieds sous terre, 2021, ISBN 2-35212-164-7 (französisch, 80 S.).
- Éric Judor; Fabcaro: Guacamole Vaudou. Éditions du Seuil, 2022, ISBN 2-02-148384-3 (französisch, 80 S.).
- Fabcaro; Didier Conrad: Astérix - L'Iris blanc - n°40. Hachette, 2023, ISBN 2-01-400133-2 (französisch, 48 S.).
  - Fabcaro; Didier Conrad: Asterix - Die weiße Iris. Egmont Ehapa, Berlin 2023, ISBN 978-3-7704-2440-5 (48 S., französisch: L'Iris blanc. Übersetzt von Klaus Jöken).

### Romane
- Fabrice Caro: Figurec. Éditions Gallimard, 2006, ISBN 2-07-077702-2 (französisch, 240 S.).
- Fabrice Caro: Le discours. Éditions Gallimard, 2018, ISBN 2-07-281849-4 (französisch, 288 S.).
  - Fabrice Caro: Il discorso. nottetempo, 2020, ISBN 88-7452-792-6 (italienisch, 288 S., französisch: Le discours. Übersetzt von Camilla Diez).
- Fabrice Caro: Broadway. Éditions Gallimard, 2020, ISBN 2-07-290721-7 (französisch, 208 S.).
- Fabrice Caro: Samouraï. Éditions Gallimard, 2022, ISBN 2-07-301674-X (französisch, 224 S.).
- Fabrice Caro: Journal d'un scénario. Éditions Gallimard, 2023, ISBN 2-07-303226-5 (französisch, 128 S.).